# هولي سولومون
هولي سولومون (بالإنجليزية: Holly Solomon)‏ هي عارضة وممثلة أمريكية، ولدت في 1934 في بريدجبورت في الولايات المتحدة، وتوفيت في 2002.

## وصلات خارجية
- هولي سولومون على موقع IMDb (الإنجليزية)